# Otto Opet
Otto Opet (* 1. April 1866 in Berlin; † 17. November 1941 in Hamburg) war ein deutscher Rechtswissenschaftler (Bürgerliches Recht).

## Laufbahn
Opet war ein deutscher Richter und Rechtswissenschaftler, der sich im Schwerpunkt mit der Rechtsgeschichte, dem Theaterrecht, dem Urheberrecht und dem Familienrecht befasste. 
1889 wurde er nach dem Abschluss des juristischen Studiums an der Universität Berlin mit einer Arbeit „zur erbrechtlichen Stellung der Weiber in der Zeit der Volksrechte“ zum Dr. iur. promoviert. Ende 1891 legte er das Assessorexamen ab und wurde Gerichtsassessor im Bezirk des Kammergerichts Berlin.
Nachdem er in Deutschland keine Gelegenheit zur Habilitation erhalten hatte – Ernst Joseph Cohn deutet an, dass dies mit einer Abneigung des damals einflussreichen Rechtshistorikers Heinrich Brunner zusammenhing –, habilitierte er sich 1893 in Bern, so dass Opet dort – bis einschließlich 1895 unbesoldet – Rechtsgeschichte, Urheberrecht und Patentrecht las. Nachdem Opet 1897 sein Hauptwerk „Deutsches Theaterrecht“ veröffentlicht hatte, bemühte er sich erneut um einen eigenen Lehrstuhl in Bern und Graz, was aber erfolglos blieb. Daraufhin wechselte er 1900 als Privatdozent an die Universität Kiel, wo er bei den Studenten beliebte und gut besuchte Vorlesungen hielt (Cohn). Dort lernte er auch Gustav Radbruch kennen. Neben seiner Lehrtätigkeit arbeitete Opet als Richter. 1920 wurde er in Kiel zum unbesoldeten außerordentlichen Professor ernannt. Erst 1930 wurde er nach einem Urteil des Reichsgerichts ebendort ordentlicher Professor (Deutsches Recht) und 1931/1932 Dekan der juristischen Fakultät. 

## Politische Orientierung
Opet war von 1919 bis 1930 Mitglied der liberaldemokratischen Deutschen Demokratischen Partei (DDP). Von 1924 bis 1933 gehörte er ferner dem republikanischen Reichsbanner Schwarz-Rot-Gold an. Von 1932 bis 1932 war er Mitglied der Radikaldemokratischen Partei, die von ehemaligen DDP-Mitgliedern gegründet worden war.

## Im Nationalsozialismus
Da Opet nicht nur dezidierter Anhänger der Weimarer Republik war, sondern auch Jude, forderte die Kieler Studentenschaft 1933 massiv seine Entlassung. Im November 1933 wurde er aufgrund des Gesetzes zur Wiederherstellung des Berufsbeamtentums aus dem Staatsdienst entlassen. Eine Beschwerde dagegen blieb wirkungslos. Seine Zugehörigkeit zum Judentum kostete Opet unter der nationalsozialistischen Herrschaft 1933 auch seine Position als Mitherausgeber des 1928 u. a. von Paul Dienstag begründeten Archivs für Urheber-, Film- und Theaterrecht (UFITA), das von Anfang an eines der bedeutendsten Organe der Urheberrechtswissenschaft in Deutschland war. 1935 war er unter den Unterzeichnern des Geleitworts im ersten Heft der von Dienstag in der Migration begründeten Zeitschrift Geistiges Eigentum, in der er in der Folge aber kaum in Erscheinung trat. 
Opet starb während des Zweiten Weltkrieges in Hamburg.

## Werke (Auswahl)
- Die erbrechtliche Stellung der Weiber in der Zeit der Volksrechte. Koebner, Breslau 1888 (Untersuchungen zur deutschen Staats- und Rechts-Geschichte; 25) (Digitalisat).
- Geschichte der Prozesseinleitungsformen im ordentlichen deutschen Rechtsgang. Bd. 1: Die Zeit der Volksrechte. Koebner, Breslau 1891.
- Die Popularklage der Berner Handfeste: ein Beitrag zur Geschichte der Popularstrafklage im deutschen Recht; Antrittsvorlesung. Stämpfli & Cie. Bern 1894. Stämpfli & Cie, Bern 1894.
- Deutsches Theaterrecht. Calvary, Berlin 1897.
- Das Verwandtschaftsrecht des Bürgerlichen Gesetzbuchs für das Deutsche Reich. Vahlen, Berlin 1899.
- mit Wilhelm von Blum und Johannes Biermann: Kommentar zum Bürgerlichen Gesetzbuche und seinen Nebengesetzen. Bd. 1: Kommentar zum Bürgerlichen Gesetzbuche, Teil 4: Das Familienrecht des Bürgerlichen Gesetzbuchs, Abschnitt 3: Vormundschaft. Heymann, Berlin 1904.
- Zum Brautkauf nach altalemannischem Recht. In: Festgabe der Kieler Juristen-Fakultät ihrem hochverehrten Senior Dr. Albert Hänel dargebracht zum fünfzigjährigen Doktor-Jubiläum am 28. Dezember 1907. Lipsius & Tischer, Kiel / Leipzig 1907, S. 177–214 (Digitalisat).
- Brauttradition und Konsensgespräch in mittelalterlichen Trauungsritualen: ein Beitrag zur Geschichte des deutschen Eheschliessungsrechts. Vahlen, Berlin 1910.
- Der Schutz der nationalen Minderheiten. Engelmann, Berlin 1919 (Monographien zum Völkerbund; 4).
- Klosterrecht und Reichsverfassung. In: Zeitschrift der Gesellschaft für Schleswig-Holsteinische Geschichte. Bd. 51 (1922), S. 207–227 (Digitalisat).
- Christoph Krauthoff. Ein Beitrag zum schleswig-holsteinischen Rechtsleben des 17. Jahrhunderts. In: Zeitschrift der Gesellschaft für Schleswig-Holsteinische Geschichte. Bd. 52 (1923), S. 72–116 (Digitalisat).